# Liabote 2
Liabote 2 ist ein osttimoresischer Ort im Suco Meligo (Verwaltungsamt Cailaco, Gemeinde Bobonaro). Er liegt im Südwesten der Aldeia Liabote, auf einer Meereshöhe von 120 m. An dieser Stelle dehnt sich die Aldeia bis zum Fluss Bulobo (einem Nebenfluss des Nunura) aus und trennt so den Nordwesten der Aldeia Berleu von ihrem restlichen Territorium ab.
Durch Liabote 2 führt die Überlandstraße von Marko nach Maliana. Nachbarorte sind im Südosten Berleu und Pisulara im Nordwesten.